# Sinzheim
Sinzheim este o comună din landul Baden-Württemberg, Germania.